# Zee Cine Award/Bestes Szenenbild
Der Zee Cine Award Best Art Direction (bzw. Best Production Design) ist eine Kategorie des indischen Filmpreises Zee Cine Award.
Der Zee Cine Award Best Art Direction wird von der Jury gewählt. Der Gewinner wird in der Verleihung bekanntgegeben. Die Verleihung findet jedes Jahr im März statt.
Sharmishta Roy ist dreimalige Gewinnerin in dieser Kategorie, die Szenenbildner Muneesh Sappel und Sumit Basu erhielten jeweils zweimal diese Auszeichnung.
Liste der Gewinner:
| Jahr | Gewinner         | Film                      | Deutscher Titel                  |
| ---- | ---------------- | ------------------------- | -------------------------------- |
| 1998 | Sharmishta Roy   | Dil To Pagal Hai          | Mein Herz spielt verrückt        |
| 1999 |                  |                           |                                  |
| 2000 | Nitin Desai      | Hum Dil De Chuke Sanam    | Ich gab Dir mein Herz, Geliebter |
| 2001 |                  |                           |                                  |
| 2002 |                  |                           |                                  |
| 2003 | Nitish Roy       | 23 March 1931 Shaheed     | —                                |
| 2004 | Muneesh Sappel   | Pinjar                    | —                                |
| 2005 | Sharmishta Roy   | Meenaxi: Tale of 3 Cities | —                                |
| 2006 | Muneesh Sappel   | Paheli                    | Die Schöne und der Geist         |
| 2007 | Sharmishta Roy   | Kabhi Alvida Naa Kehna    | Bis dass das Glück uns scheidet  |
| 2008 | Nitin Desai      | Gandhi, My Father         | —                                |
| 2009 | keine Verleihung |                           |                                  |
| 2010 | keine Verleihung |                           |                                  |
| 2011 | Sumit Basu       | Guzaarish                 | Guzaarish – Die Magie des Lebens |
| 2012 |                  |                           |                                  |
| 2013 | Rajat Poddar     | Barfi!                    | —                                |
| 2014 | Sumit Basu       | Bhaag Milkha Bhaag        | —                                |